# Distrikt Janjaillo
Der Distrikt Janjaillo liegt in der Provinz Jauja in der Region Junín in Zentral-Peru. Der Distrikt wurde am 15. April 1959 gegründet. Er besitzt eine Fläche von 32,5 km². Beim Zensus 2017 wurden 594 Einwohner gezählt. Im Jahr 1993 lag die Einwohnerzahl bei 1309, im Jahr 2007 bei 905. Sitz der Distriktverwaltung ist die 3698 m hoch gelegene Ortschaft Janjaillo. Janjaillo befindet sich 12 km westlich der Provinzhauptstadt Jauja.

## Geografische Lage
Der Distrikt Janjaillo befindet sich im Andenhochland zentral in der Provinz Jauja. Er liegt am linken Flussufer des nach Osten strömenden Río Mantaro.
Der Distrikt Janjaillo grenzt im Südwesten an den Distrikt Curicaca, im Norden an den Distrikt Pomacancha, im äußersten Nordosten an den Distrikt Tunanmarca, im Osten an den Distrikt Marco sowie im Südosten an den Distrikt Llocllapampa.